# Ellipszometria
Az ellipszometria egy olyan, érintés- és roncsolásmentes optikai vizsgálati módszer, amellyel a nagyon vékony, akár nanométeres vastagságú rétegek, dielektrikumok fizikai sajátosságait lehet mérni, az anyag felületére bocsátott, majd onnan visszaverődő polarizált fény optikai jellemzőit vizsgálva. Az ellipszometria vizsgálati módszer roncsolásmentes, mivel kis energiájú fénysugarat használnak.
A vizsgálatot számos területen alkalmazzák, félvezetőipartól a biológiáig. Az ellipszometriában a fény polarizációjának változásából nyerhető információ, ahol a vizsgáló fény hullámhosszánál vékonyabb rétegek vizsgálhatók, akár egy atom vastagságig.
A vizsgálat a komplex refraktív index vagy a dielektrikus függvény tenzorát értékeli ki, amelyek alapvető paraméterekről adnak információt, mint például morfológiára, kristály minőségre, kémiai összetételre, vagy az elektromos vezetőképességre. Általánosan használt eljárás vékony rétegek jellemzőinek mérése angström vagy tized-nanométeres vastagságtól egészen mikrométerekig, kiváló pontossággal.
Az „ellipszometria” név onnan származik, hogy a legtöbb polarizációs állapot elliptikus. A technika közel egy évszázada ismert, manapság számos alkalmazása ismert. Biológiai és orvosi kutatások területén gyakran használt eljárás, ahol az instabil folyadék felszínek mérésénél és mikroszkopikus megjelenítésnél jól használható.

## Elméleti alapok
Az ellipszometria a visszaverődő (reflektált) vagy áteső (transzmissziós) fény polarizációváltozását méri. Az ellipszometrikus méréseket általában reflexiós elrendezésben végzik. A polarizáció változása függ a vizsgált minta tulajdonságaitól (vastagság, törésmutató vagy a dielektrikus függvény tenzora). Bár az optikai mérések esetében a diffrakció korlátozó tényezőt jelent, az ellipszometria viszont a fázisinformáció és a fény polarizációs állapota alapján mér, akár angström  felbontásban is.
A módszert legegyszerűbb formájában vékonyrétegek mérésére használják nanométerestől mikrométeres tartományban. A mintának kis számú, jól meghatározott, optikailag homogén és izotróp rétegből kell állnia. Ezen feltételektől való eltérés meghamisítja a mérést és a módszer ennél jóval fejlettebb változatának alkalmazása válik szükségessé.

## Kísérleti részletek

### Kísérleti berendezés

Ellipszometrikus mérési elrendezés

Egy fényforrás elektromágneses sugárzást bocsát ki, amit egy polarizátor  polarizál. Ez áthalad egy opcionális kompenzátoron, és beérkezik a mintára. A visszaverődés után a fény áthalad egy opcionális kompenzátoron és egy második polarizátoron, amelyet analizátornak hívnak, majd ezután az érzékelőbe érkezik. Néhány ellipszométernél kompenzátor helyett fázismodulátort alkalmaznak az eltérített fény útjában. Az ellipszometria  egy tükrözési technika (a fény beesési szöge egyenlő a visszaverődési szöggel). A beesési- és  a visszaverődési szög alkotja a beesési síkot. Az ezzel a síkkal párhuzamosan polarizált fény  a p-polarizált.  Az erre merőlegesen polarizált neve az s-polarizált. 

### Adatgyűjtés
Az ellipszometria a rendszer komplex visszaverődési arányát, ρ, méri, amelyet  Ψ és Δ-vel paramétereznek. A fény polarizációs állapota felbontható s és p komponensekre (az s komponens a beesési síkra merőlegesen oszcillál és párhuzamos a minta felületével, a p komponens a beesési síkkal párhuzamosan oszcillál.) A visszaverődés és normalizálás után az s és p komponensek amplitúdói, {\displaystyle r_{s}} és  {\displaystyle r_{p}}, megfelelően.  
Ellipszometria a komplex visszaverődési arányt méri, {\displaystyle \rho } (komplex mennyiség), amely a  {\displaystyle r_{p}} és {\displaystyle r_{s}} aránya:
{\displaystyle \rho ={\frac {r_{p}}{r_{s}}}=\tan(\Psi )e^{i\Delta }}
Így, {\displaystyle \tan(\Psi )}  a reflexió amplitúdó aránya, és  {\displaystyle \Delta } a fáziseltolódás (különbség).
Mivel az ellipszometria két érték arányát méri (abszolút értékek helyett), azért ez egy igen pontos és reprodukálható eljárás. Például, relatíve érzéketlen szórásra és fluktuációkra és nem igényel szabványos mintát vagy referenciasugarat.

### Adatanalízis
Az ellipszometria egy indirekt módszer, azaz, általában a mért  {\displaystyle \Psi } és {\displaystyle \Delta }  nem konvertálható közvetlenül a mintát jellemző optikai  állandókra.  Általában egy modell analízist kell elvégezni.  A {\displaystyle \Psi } és {\displaystyle \Delta }  közvetlen inverziója csak izotróp és homogén egyszerű esetekben lehetséges, végtelenül vastag rétegeknél.  Minden más esetben egy úgynevezett réteg modellt kell létrehozni, amely figyelembe veszi az optikai konstansokat (refraktív index és a  dielektrikus függvény tenzor ) és a vizsgált minta  vastagsági paramétereit.Az ismeretlen optikai konstansok iterációjával és  a vastagsági paraméterek változtatásával, a   {\displaystyle \Psi } és {\displaystyle \Delta } értékek számíthatók , felhasználva a Fresnel-egyenleteket.

## Fordítás
Ez a szócikk részben vagy egészben  az   Ellipsometry című angol Wikipédia-szócikk ezen változatának fordításán alapul.  Az eredeti cikk szerkesztőit annak laptörténete sorolja fel. Ez a jelzés csupán a megfogalmazás eredetét és a szerzői jogokat jelzi, nem szolgál a cikkben szereplő információk forrásmegjelöléseként.